# Fejér vármegyei 1. sz. országgyűlési egyéni választókerület
A Fejér vármegyei 1. számú országgyűlési egyéni választókerület egyike annak a 106 választókerületnek, amelyre a 2011. évi CCIII. törvény Magyarország területét felosztja, és amelyben a választópolgárok egy-egy országgyűlési képviselőt választhatnak. A választókerület nevének szabványos rövidítése: Fejér 01. OEVK. Székhelye: Székesfehérvár

## Területe
Székesfehérvár  választókerülethez tartozó területének határvonala:
A 81-es országút középvonala a városhatáron való belépési ponttól a Szent Flórián körút és Móri út kereszteződéséig, a kereszteződéstől előbb a 7-es, majd a körforgalomtól 7-8-as út közös szakaszának középvonala a Mór felé vezető vasútvonalig, a vasútvonal a székesfehérvári vasútállomás felé a Balatoni útig, a Balatoni út középvonala a Horvát István utcáig, a Horvát István utca középvonala a Széchenyi utcáig, a Széchenyi utca középvonala a vasútvonalig, a vasútvonal a börgönd–sárbogárd elágazásig, az elágazástól a Seregélyes felé haladó vasútvonal a városhatárig, a városhatár vonala az óramutató járásával ellentétes irányban a kiindulási pontig.

## Országgyűlési képviselője
| Név          | Párt                                         | Párt        | Terminus | Megjegyzés                                   |
| ------------ | -------------------------------------------- | ----------- | -------- | -------------------------------------------- |
| Vargha Tamás |                                              | Fidesz-KDNP | 2014 –   | A 2014-es országgyűlési választás eredménye: |
| Vargha Tamás | A 2018-as országgyűlési választás eredménye: | Fidesz-KDNP | 2014 –   |                                              |
| Vargha Tamás | A 2022-es országgyűlési választás eredménye: | Fidesz-KDNP | 2014 –   |                                              |

## Demográfiai profilja
| Iskolai végzettség                | Iskolai végzettség               | Iskolai végzettség | Iskolai végzettség | Iskolai végzettség |
| --------------------------------- | -------------------------------- | ------------------ | ------------------ | ------------------ |
|                                   |                                  |                    |                    | fő                 |
| Általános iskolát nem végezte el  | Általános iskolát nem végezte el |                    | 624                | 624                |
| Általános iskola                  | Általános iskola                 |                    | 7765               | 7765               |
| Szakmunkás                        | Szakmunkás                       |                    | 10032              | 10032              |
| Érettségi                         | Érettségi                        |                    | 24410              | 24410              |
| Diploma                           | Diploma                          |                    | 19875              | 19875              |
| A 2022. évi népszámlálás szerint. |                                  |                    |                    |                    |

A Fejér vármegyei 1. sz. választókerület lakónépessége 2022. október 1-jén 73 873 fő volt. A 2011-es és a 2022-es népszámlálás között 5966 fővel csökkent a választókerület lakosság száma. A választókerületben a korösszetétel alapján a legtöbben a középkorúak élnek 26 819 fővel, míg a legkevesebben a gyermekek 11 167 fővel. A választókerület lakosságának a 87,6%-nál van internet elérési lehetőség.
A legmagasabb befejezett iskolai végzettség szerint az érettségi végzettséggel rendelkezők élnek a legtöbben 24 410 fő, utánuk a következő nagy csoport a diplomások 19 875 fővel.
Gazdasági aktivitás szerint a lakosság közel fele foglalkoztatott 38 657 fő, második legjelentősebb csoport az inaktív keresők, akik főleg nyugdíjasok 18 293 fővel.
A választókerület legjelentősebb nemzetiségi csoportja a német 747 fő, illetve a cigány 329 fő. Magyar állampolgársággal nem rendelkező külföldi állampolgárok aránya 1,7%.
Vallási összetétel szerint a választókerületben lakók legnagyobb vallása a római katolikus (17 637 fő), valamint jelentős közösség még a reformátusok (4888 fő). A vallási közösséghez nem tartozók száma szintén jelentős (10 547 fő), a választókerületben a második legnagyobb csoport a római katolikus vallás után.

## Országgyűlési választások
| Párt                             |                        | Jelölt                 | Szavazatok | %     | ± %  |
| -------------------------------- | ---------------------- | ---------------------- | ---------- | ----- | ---- |
| Fidesz-KDNP                      |                        | Vargha Tamás           | 21 546     | 47,43 | 0,26 |
| Egységben Magyarországért        |                        | Márton Roland          | 18 994     | 41,81 | 9,2  |
| Mi Hazánk                        |                        | Végh Annamária         | 2337       | 5,14  | Új   |
| MKKP                             |                        | Fenekes Roland         | 1637       | 3,60  | Új   |
| MEMO                             |                        | Balogh Benedek         | 591        | 1,30  | Új   |
| Normális Párt                    |                        | Göde Imre              | 319        | 0,70  | Új   |
| Megjelent                        | Megjelent              | Megjelent              | 45 879     | 76,44 | 0,3  |
| Választópolgárok száma           | Választópolgárok száma | Választópolgárok száma | 60 023     | 100   | 4,89 |
| A Fidesz-KDNP tartja a körzetet. |                        |                        |            |       |      |

| Párt                             |                        | Jelölt                 | Szavazatok | %     | ± %  |
| -------------------------------- | ---------------------- | ---------------------- | ---------- | ----- | ---- |
| Fidesz-KDNP                      |                        | Vargha Tamás           | 22 433     | 47,17 | 2,95 |
| DK                               |                        | Ráczné Földi Judit     | 14 740     | 30,99 | 0,74 |
| Jobbik                           |                        | Tóth Nóra Tímea        | 6599       | 13,87 | 2,94 |
| LMP                              |                        | Rákosi Judit           | 2868       | 6,03  | 0,12 |
| Munkáspárt                       |                        | Erdős Ferenc           | 258        | 0,54  | Új   |
| Egyéb pártok                     |                        |                        | 664        | 1,4   | 0,69 |
| Megjelent                        | Megjelent              | Megjelent              | 48 051     | 76,14 | 7,65 |
| Választópolgárok száma           | Választópolgárok száma | Választópolgárok száma | 63 108     | 100   | 3,4  |
| A Fidesz-KDNP tartja a körzetet. |                        |                        |            |       |      |

| Párt                                | Párt                   | Jelölt                 | Szavazatok | %     |
| ----------------------------------- | ---------------------- | ---------------------- | ---------- | ----- |
|                                     | Fidesz-KDNP            | Vargha Tamás János     | 19 602     | 44,22 |
|                                     | Összefogás             | Dr. Márton Roland      | 13 407     | 30,25 |
|                                     | Jobbik                 | Dr. Mező Balázs        | 7450       | 16,81 |
|                                     | LMP                    | Bialkó László Gergő    | 2725       | 6,15  |
|                                     | Szociáldemokraták      | Pasa Gabriella         | 211        | 0,48  |
|                                     | Egyéb pártok           |                        | 930        | 2,09  |
| Megjelent                           | Megjelent              | Megjelent              | 44 747     | 68,49 |
| Választópolgárok száma              | Választópolgárok száma | Választópolgárok száma | 65 331     | 100   |
| A Fidesz-KDNP nyeri meg a körzetet. |                        |                        |            |       |

## Ellenzéki előválasztás – 2021
| Frakció                             |                 | Jelölő szervezetek      | Jelölt             | Szavazatok | %     |
| ----------------------------------- | --------------- | ----------------------- | ------------------ | ---------- | ----- |
| MSZP                                |                 | MSZP, Párbeszéd, LMP    | Márton Roland      | 3057       | 55,61 |
| DK                                  |                 | DK, Jobbik, Liberálisok | Ráczné Földi Judit | 2440       | 44,39 |
| Összes szavazat                     | Összes szavazat | Összes szavazat         | Összes szavazat    | 5497       |       |
| Márton Roland nyeri meg a körzetet. |                 |                         |                    |            |       |